# Pterodrilus hobbsi
Pterodrilus hobbsi är en ringmaskart som beskrevs av Holt 1968. Pterodrilus hobbsi ingår i släktet Pterodrilus och familjen Cambarincolidae. Inga underarter finns listade i Catalogue of Life.